# Amanda Zahui
Amanda Agnes Sofia Zahui Bazoukou, född 8 september 1993, är en svensk basketspelare. Hon har sedan 2013–2023 spelat professionellt i USA, senast för Indiana Fever i WNBA. Parallellt spelade hon delar av året i europeiska eller asiatiska ligalag, 2021–2022 i turkiska Fenerbahce. Från och med september 2023 spelar hon i israeliska
Maccabi Bnot Ashdod.

## Biografi
På University of Minnesota läste Amanda Zahui kommunikation, barn och samhälle samt huvudämnet afroamerikansk historia. Hon har själv afrikanska rötter. Hennes far, Alex Zahui Bazoukou, är född i Elfenbenskusten och flyttade som vuxen till Europa för att arbeta, först till Frankrike och sedan till Sverige där han mötte Amanda Zahuis mor Ann-Sofi som är till hälften spansk och till hälften fransk. Modern växte upp i Spanien och Frankrike men flyttade som vuxen till Stockholm. Amanda Zahui talar svenska, engelska, franska och spanska. Brodern Aaron Zahui Bazoukou är fotbollsspelare i Vasalunds IF.
Zahui debuterade som sommarpratare i Sveriges Radio P1 den 2 augusti 2019.

## Basketkarriär

### Sverige
Amanda Zahui är uppväxt i Dalen i södra Stockholm och började när hon var 11 år att spela basket i Polisen Basket där det också blev spel i Damettan (-2009). Hon spelade tre år i det svenska U16-landslaget, bland annat i ungdoms-OS 2009 och var med till att spela Sverige till bronsmatch vid U18-EM i Oradea, Rumänien 2011. När hon började gymnasiet på  Igelstavikens gymnasiets programmen med elitprofil blev det Telge Basket där hon var med och ledde laget till två SM-guld.    
Hon blev 2010 Årets rookie i Damligan efter en säsong där hon som bara 16-åring klev in i seniorsammanhang. Hon gjorde i genomsnitt 14 poäng och sju returer på 21 minuters genomsnittlig speltid per match under säsongen 2009/2010.  
EM 2019: Zahui prioriterade att i juni 2019 ansluta till det svenska landslagets EM-uppladdning i Spanien vilket innebar att hon avstod från sin proffslön i WNBA. I EM toppade hon snabbt returligan med 11 returer per match och blev femma i poängligan med i snitt 17,7 poäng i snitt.

### USA

#### College
Zahui var 2012 klar för Minnesota Gophers basketlag på University of Minnesota i Minneapolis, som spelar i Big Ten, men studiemeriterna räckte inte till, varför hon var kvar hemma i Sverige och pluggade och kunde ansluta till laget först till höstterminen 2013.
Under sin första säsong (2013/14) blev hon bland annat blivit utsedd till ligans bästa nykomling, uttagen i all-star-laget och framröstad till en av de bästa försvarsspelarna i ligan. Hon var den mest tongivande spelaren i laget och slog retur- och block-rekord både på skolan, ligan och nationellt.
Hon uppmärksammades i hela USA när hon under 2015 tog 29 returer och gjorde 39 poäng för hennes Minnesota i en match mot Iowa Hawkeye i den amerikanska collegeligan. Svenskan raderade därmed ett 14 år gammalt rekord. Hon blev under sin andra och sista säsong utsedd till en av USA:s 20 bästa kvinnliga collegespelare, blev uttagen i WBCA:s all star-lag och hon var en av de fyra nominerade till priset ”Naismith Trophy”, vilket ingen utländsk spelare någonsin varit.

#### WNBA
Zahui draftades som nummer två, efter Jewell Loyd, i WNBA draften 2015 till laget Tulsa Shock från Oklahoma och spelar för laget säsongen 2015/16. Hon debuterade för Tulsa 5 juni mot Minnesota Lynx, där det blev fyra minuters spel, inga poäng och förlust i matchen. 
Inför början av säsongen 2016 byttes Zahui bort till New York Liberty tillsammans med ett draftval i andra rundan 2017 mot första rundans draftval 2017.
Zahui tog 37 poäng för New York Liberty i WNBA den 19 juni 2019. Det är hennes bästa notering i karriären hittills.

### Säsongsspel i Europa/Asien
Sedan 2015 spelar Zahui delar av året inom europeisk proffsbasket. 2015–2016 hade hon kontrakt med turkiska Adana Aski, och 2016–2017 var hon del av ryska Orenburg (där hon fick pris som bästa forward). 2017 gick hon till tjeckiska mästarlaget USK Prag. Hösten 2019 flyttade hon dock till kinesiska Shandong.
Numera[när?] är Zahuis spel utanför WNBA mer omfattande än spelet i WNBA (vars säsong avgörs mellan juni och september). Så var det i alla fall 2017, då hon under sommarmånaderna återkom till spel med New York Liberty efter en lång säsong i Orenburg.

## Utmärkelser och rekord
- Idrottsgalan 2019: Sportspegelpriset[14][15]
- Personligt rekord: 37 poäng i samma match, WNBA 16 juni 2019[16]
- Personligt rekord: 39 poäng i samma match, Collegeligan, februari 2015[5]
- Ligarekord: 29 returer i samma match, Collegeligan, februari 2015[17]